# Erebia ottomana

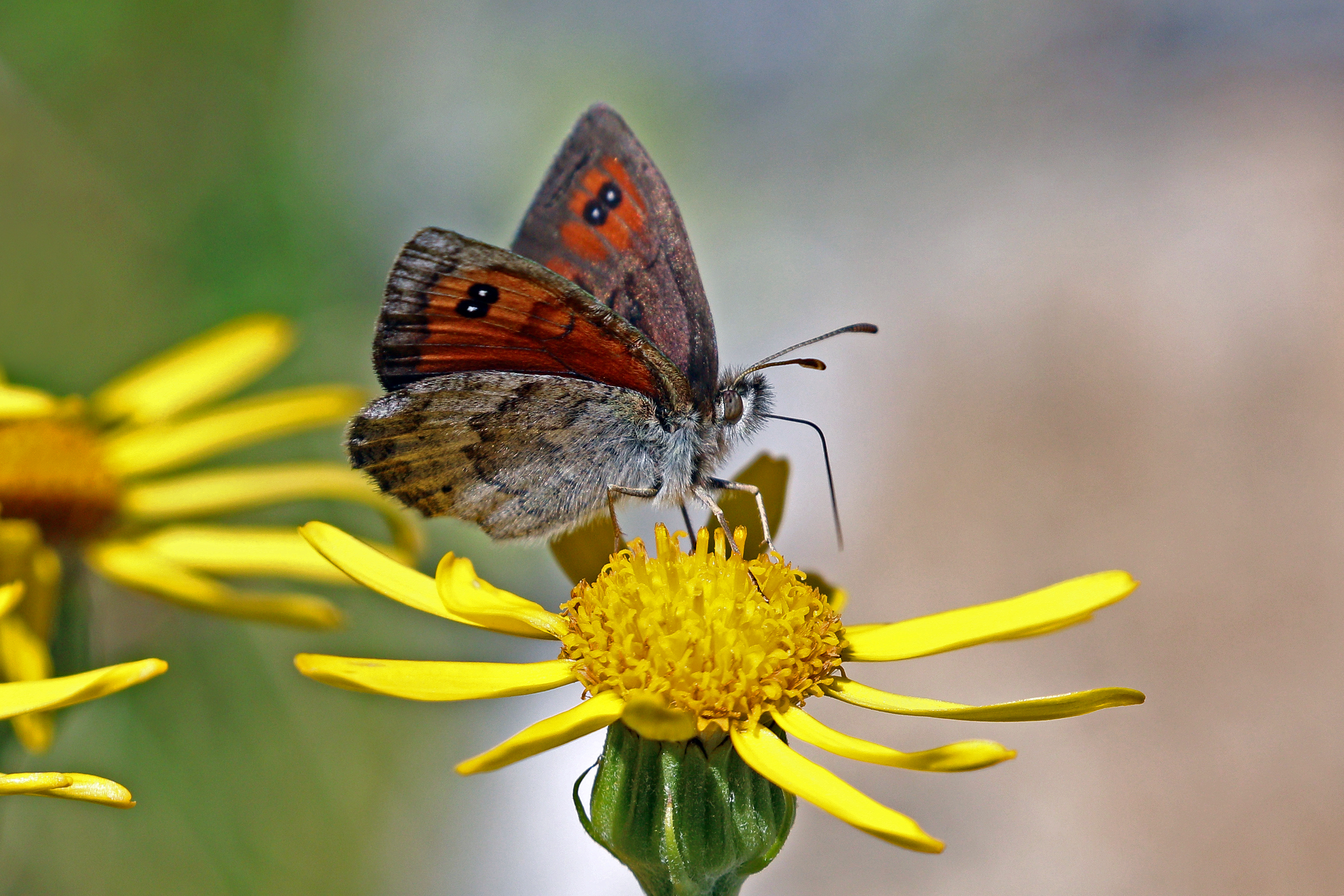
Flügelunterseite

Erebia ottomana ist ein Schmetterling (Tagfalter) aus der Familie der Edelfalter (Nymphalidae).

## Merkmale

### Falter
Die Falter erreichen eine Flügelspannweite von 36 bis 42 Millimetern. Sie haben dunkelbraune Flügeloberseiten, auf denen sich nahe dem Apex der Vorderflügel zwei dicht nebeneinander angeordnete schwarze Augenflecke zeigen. Diese sind weiß gekernt und heben sich von einem orangefarbigen Bereich ab. Die Intensität der Orangefärbung ist je nach Geschlecht und Vorkommensregion unterschiedlich stark ausgeprägt. Zuweilen zeigen die Flügel einen grünlichen Glanz, der durch Interferenz des Sonnenlichtes an den Flügelschuppen hervorgerufen wird. Auf der Hinterflügeloberseite heben sich bis zu drei kleine, schwarze, weiß gekernte Augenflecke von kreisrunden orangefarbigen Fläche ab. Die Fransen aller Flügel sind weißlich. Die Unterseite der Vorderflügel hat eine orangebraune Farbe, die Augenflecke scheinen von der Vorderseite hindurch. Bei den Männchen ist die Hinterflügelunterseite silbergrau bis dunkelgrau marmoriert, in der Diskalregion leicht verdunkelt und von gezackten, schwarzen Querlinien begrenzt. Bei den ähnlich gezeichneten Weibchen tendieren die Färbungen der Hinterflügelunterseite zu gelbgrauen Tönungen.

### Ei, Raupe, Puppe
Das Ei hat eine blassgrüne Farbe, eine kugelige Form und ist mit vielen Längsrippen versehen.
Die Raupen sind grünlich bis ockergelb gefärbt, haben eine gedrungene Form und verjüngen sich in Richtung des Körperendes. Sie sind auf der gesamten Körperoberfläche mit feinen, sehr kurzen hellen Borsten überzogen. Die Rückenlinie ist dunkelgrün oder dunkelbraun, die Nebenrückenlinien sowie der Seitenstreifen sind gelblich bis weißlich, der Kopf hell rötlich braun. Die Stigmen sind schwarz.
Die Puppe hat eine helle gelbbraune Farbe, eine kurze dicke Form und zeigt lang gestreckte Flügelscheiden.

## Ähnliche Arten
Vom Schillernden Mohrenfalter (Erebia tyndarus) unterscheidet sich Erebia ottomana durch die bedeutendere Größe.

## Verbreitung, Lebensraum und Unterarten
Erebia ottomana kommt disjunkt in einigen europäischen Gebirgen in Höhenlagen zwischen 850 und 2450 Metern vor. Die Populationen besiedeln oftmals sehr eng begrenzte Gebiete. Neben der in der Türkei und im Westen Griechenlands
vorkommenden Nominatform Erebia ottomana ottomana werden in der Literatur noch folgende Unterarten aufgeführt:
- Erebia ottomana balcanica Rebel, 1913 in Höhenlagen des Balkans
- Erebia ottomana benacensis Warren, 1933 am Monte Baldo
- Erebia ottomana bureschi Warren, 1936 in Bulgarien
- Erebia ottomana durmitorensis Warren, 1932 in Montenegro und Durmitor
- Erebia ottomana tardenota Praviel, 1941 im Zentralmassiv

Die Art ist vorzugsweise auf blütenreichen Bergwiesen, steinigen Hängen, Almen und Weiden sowie an Waldrändern zu finden.

## Lebensweise
Die Falter leben in einer Generation von Juni bis Ende August. Sie besuchen zur Nektaraufnahme gerne die Blüten von Bergwiesenblumen. Die Raupen leben überwinternd von August bis Anfang Juni und ernähren sich vorzugsweise von Schwingelarten (Festuca) oder Borstgras (Nardus stricta).